# Fisherman's Blues
Albums de The Waterboys
This is the Sea (en)
(1985) Room to Roam
(1990)
Fisherman's Blues est un album du groupe folk britannique The Waterboys, sorti en 1988.
L'album est cité dans l'ouvrage de référence de Robert Dimery 1001 albums qu'il faut avoir écoutés dans sa vie.

## Titres
1. Fisherman's Blues (Mike Scott, Steve Wickham) – 4:26
2. We Will not be Lovers (Scott) – 7:03
3. Strange Boat (Scott, Anthony Thistlethwaite) – 3:06
4. World Party (Scott, Trevor Hutchinson, Karl Wallinger) – 4:01
5. Sweet Thing (Van Morrison) – 7:14
6. Jimmy Hickey's Waltz (Scott, Wickham, Thistlethwaite) – 2:06
7. And a Bang on the Ear (Scott, Wickham, Thistlethwaite) – 9:14
8. Has Anybody Here Seen Hank (Scott) – 3:19
9. When Will We Be Married (traditionnel ; adapté par Scott, Thistlethwaite) – 3:01
10. When Ye Go Away (Scott) – 3:45
11. Dunford's Fancy (Wickham) – 1:04
12. The Stolen Child (paroles : W.B. Yeats, musique : Scott) – 6:55
13. This Land Is Your Land (Woody Guthrie) – 0:56

## Musiciens
- Mike Scott - chant, guitare, piano, orgue, batterie, bouzouki
- Anthony Thistlethwaite - saxophone, mandoline, harmonica, orgue Hammond
- Steve Wickham - violon
- Trevor Hutchinson - basse
- Roddy Lorimer - trompette
- Kevin Wilkinson - batterie
- Peter McKinney - batterie
- Dave Ruffy - batterie
- Colin Blakey - piano, flûte, border horn
- Fran Breen - batterie
- Vinnie Kilduff - guitare
- Noel Bridgeman - tambourin, conga
- Jay Dee Daugherty - batterie
- Máirtín O'Connor - accordéon
- Alec Finn - bouzouki
- Charlie Lennon - violon
- Brendan O'Regan - bouzouki
- Tomás Mac Eoin - chant
- Paraig Stevens - cloches
- Jenne Haan,  Ruth Nolan, Rachel Nolan - chant
- The Abergavenny Male Voice Choir - chant

## Utilisations
La chanson Fisherman's Blues est utilisée dans le film Will Hunting.